# Parapalystes euphorbiae
Parapalystes euphorbiae är en spindelart som beskrevs av Croeser 1996. Parapalystes euphorbiae ingår i släktet Parapalystes och familjen jättekrabbspindlar. Inga underarter finns listade i Catalogue of Life.